# Univerzita Konstantina Filozofa v Nitře
Univerzita Konstantina Filozofa v Nitře (slovensky Univerzita Konštantína Filozofa v Nitre) je slovenská veřejná vysoká škola univerzitního typu se sídlem v Nitře. Univerzita nese jméno osobnosti historie Nitry i Slovenska – svatého Cyrila (827–869). Jejím cílem je rozvíjet cyrilometodějskou tradici, šíření vzdělanosti, humanismu, demokracie a tolerance.

## Historie
Předchůdcem univerzity byl Pedagogický inštitút založený v Nitře v roce 1959 zákonem z roku 1946, o zřízení pedagogických fakult v Československu. V roce 1964 byt institut zrušen a nahradila ho Pedagogická fakulta, která byla po určitou dobu společného státu Čechů a Slováků detašovaným pracovištěm Univerzity Komenského v Bratislavě. V roce 1992 byla sloučením Pedagogické fakulty a Vysoké školy poľnohospodářské v Nitře zřízená Nitrianska univerzita, která byla však ještě v témže roce rozdělena na Vysokou školu poľnohospodářskou a Vysokou školu pedagogickou. Současný název má univerzita od roku 1996, kdy byla Vysoká škola pedagogická v Nitře zákonem č. 324/1996 Z.z. přejmenována na Univerzitu Konštantína Filozofa v Nitre.

## Studium
Na univerzitě je možné studovat v učitelských i neučitelských akreditovaných programech, a to v humanitních (filozofických, filologických, historických, kulturních, translatologických, etických aj.), přírodovědných (fyzikálních, chemických, biologických, matematických, výpočetně-technických aj.), zdravotnických (psychologických, klinických, záchranářských a medicínsky aplikovaných či tělovýchovných aj.) a uměleckých oborech (výtvarných, hudebních, esteticko-teoretických). Učitelská studia jsou akreditována pro celou soustavu školní docházky SR (potažmo i ČR, neboť vzdělání je v obou zemích automaticky uznáváno za rovnocenné) od mateřské, přes základní a střední vzdělávání včetně uměleckých a odborných škol a učilišť.
Univerzita disponuje Pedagogickou fakultou, Filozofickou fakultou, Fakultou přírodních věd a informatiky, Fakultou sociálních věd a zdravotnictví a Fakultou středoevropských studií.
Má akreditovány všechny tři stupně vysokoškolských studií – bakalářské (Bc.), magisterské (Mgr.) i doktorské (PhD.), a to včetně rigorózních řízení doktorátu filozofie (PhDr.), doktorátu pedagogiky (PaedDr.) i doktorátu přírodních věd (RNDr.). Univerzita koná rovněž habilitační řízení (doc.) a profesorská řízení (prof.) a uděluje také čestný doktorát (dr.h.c.).
Univerzita disponuje moderním velkým ubytovacím zázemím pro posluchače vysokoškolskými kolejemi "Nitra" a "Zobor", několika menzami a tělovýchovným zázemím včetně plaveckého bazénu. Zahraniční posluchači a lektoři jsou ubytováni v "Učebno-výcvikovom domove sv. Benadika".
Historicky významným pracovištěm v oblasti obecné estetiky a teorie umění a umělecké výchovy pro českou a zejména slovenskou estetiku je Ústav literárnej a umeleckej komunikácie s obory estetika a estetická výchova. Blízké zahraniční vztahy s vedlejším Maďarskem má vybudována především Fakulta stredoeurópských štúdií, kde probíhá výuka v maďarském jazyce. Jihoslovenské úrodné zázemí, existenci výzkumných ústavů (např. Výzkumný ústav živočišné výroby v Nitře-Lužanky) a spolupráce s největší zemědělskou vysokou školou v SR – Slovenskou poľnohospodárskou univerzitou využívají moderně vybavené přírodovědné katedry v oborech genetiky na Fakultě prírodných vied. V některých oblastech pedagogických věd udržuje univerzita spolupráci s Univerzitou Karlovou v Praze, a to např. i v jednání habilitačním či profesorském.

## Fakulty a katedry
Univerzita má následující fakulty a katedry:

### Fakulta prírodných vied
- Katedra botaniky a genetiky
- Katedra ekológie a environmentalistiky
- Katedra fyziky
- Katedra geografie a regionálneho rozvoja
- Katedra chémie
- Katedra informatiky
- Katedra matematiky
- Katedra zoológie a antropológie

### Fakulta sociálnych vied a zdravotníctva
- Katedra psychologických vied
- Katedra sociálnej práce a sociálnych vied
- Katedra ošetrovateľstva
- Katedra klinických disciplín a urgentnej medicíny

### Fakulta stredoeurópskych štúdií
- Katedra cestovného ruchu

### Filozofická fakulta
- Katedra anglistiky a amerikanistiky
- Katedra archeológie
- Katedra etnológie a etnomuzikológie
- Katedra filozofie
- Katedra germanistiky
- Katedra histórie
- Katedra kulturológie
- Katedra manažmentu kultúry a turizmu
- Katedra masmediálnej komunikácie a reklamy
- Katedra muzeológie
- Katedra náboženských štúdií
- Katedra politológie a európskych štúdií
- Katedra romanistiky
- Katedra rusistiky
- Katedra slovenskej literatúry
- Katedra slovenského jazyka
- Katedra sociológie
- Katedra translatológie
- Katedra všeobecnej a aplikovanej etiky

### Pedagogická fakulta
- Katedra hudby
- Katedra lingvodidaktiky a interkultúrnych štúdií
- Katedra pedagogiky
- Katedra pedagogickej a školskej psychológie
- Katedra techniky a informačných technológií
- Katedra telesnej výchovy a športu
- Katedra výtvarnej tvorby a výchovy

## Vědeckovýzkumná pracoviště
- Ústav pre výskum kultúrneho dedičstva Konštantína a Metoda
- Mediálne centrum
- Stredoeurópsky výskumný ústav Sørena Kierkegaarda
- Ústav literárnej a umeleckej komunikácie
- Tlmočnícky ústav
- Jazykové centrum
- Ústav maďarskej jazykovedy a literárnej vedy
- Ústav pre vzdelávanie pedagógov
- Ústav stredoeurópskych jazykov a kultúr
- Ústav aplikovanej psychológie
- Ústav romologických štúdií
- Výskumno – vzdelávacie a poradenské centrum v Spišskej Novej Vsi
- Ústav manažmentu a informačných technológií
- Ústav aplikovanej psychológie
- Ústav romologických štúdií
- Gemologický ústav
- Výskumno – vzdelávacie a poradenské centrum v Spišskej Novej Vsi